# U.S. Men's Clay Court Championships 2018
U.S. Men's Clay Court Championships 2018, oficiálním názvem se jménem sponzora Fayez Sarofim & Co. U.S. Men's Clay Court Championships 2018, byl tenisový turnaj pořádaný jako součást mužského okruhu ATP World Tour, který se odehrával v areálu River Oaks Country Club na otevřených antukových dvorcích. Konal se mezi 9. až 15. dubnem 2018 v texaském Houstonu jako jubilejní padesátý ročník turnaje.
Turnaj s rozpočtem 623 710 dolarů patřil do kategorie ATP World Tour 250. Nejvýše nasazeným hráčem ve dvouhře se stal devátý hráč světa John Isner ze Spojených států, kterého ve čtvrtfinále vyřadil krajan Steve Johnson. Jako poslední přímý účastník do hlavní singlové soutěže nastoupil švýcarský 127. hráč žebříčku Henri Laaksonen.
První titul v kariéře obhájil 28letý Američan Steve Johnson, jenž si v týdnu před svatbou připsal třetí singlovou trofej na okruhu ATP Tour. Druhý společný titul ze čtyřhry si odvezl bělorusko-rakouský pár Max Mirnyj a Philipp Oswald. 40letý veterán Mirnyj vybojoval na túře ATP Tour padesátou druhou deblovou trofej.

## Rozdělení bodů a finančních odměn

### Rozdělení bodů
| Soutěž  | vítězové | finalisté | semifinalisté | čtvrtfinalisté | 16 v kole | 32 v kole | Q  | Q2 | Q1 |
| ------- | -------- | --------- | ------------- | -------------- | --------- | --------- | -- | -- | -- |
| dvouhra | 250      | 150       | 90            | 45             | 20        | 0         | 12 | 6  | 0  |
| čtyřhra | 250      | 150       | 90            | 45             | 0         | —         | —  | —  | —  |

### Finanční odměny
| Soutěž                              | vítězové | finalisté | semifinalisté | čtvrtfinalisté | 16 v kole | 32 v kole | Q2     | Q1     |
| ----------------------------------- | -------- | --------- | ------------- | -------------- | --------- | --------- | ------ | ------ |
| dvouhra                             | $99 375  | $52 340   | $28 350       | $16 155        | $9 515    | $5 640    | $2 535 | $1 270 |
| čtyřhra                             | $30 190  | $15 870   | $8 600        | $4 920         | $2 880    | —         | —      | —      |
| částka ve čtyřhře je uvedena na pár |          |           |               |                |           |           |        |        |

## Mužská dvouhra

### Nasazení
| Stát                         | Hráč              | ATP | Nasazení |
| ---------------------------- | ----------------- | --- | -------- |
| USA                          | John Isner        | 9.  | 1.       |
| USA                          | Sam Querrey       | 14. | 2.       |
| USA                          | Jack Sock         | 16. | 3.       |
| Austrálie                    | Nick Kyrgios      | 24. | 4.       |
| Španělsko                    | Fernando Verdasco | 36. | 5.       |
| USA                          | Steve Johnson     | 52. | 6.       |
| USA                          | Ryan Harrison     | 54. | 7.       |
| USA                          | Tennys Sandgren   | 56. | 8.       |
| Žebříček ATP k 2. dubnu 2018 |                   |     |          |

### Jiné formy účasti
Následující hráči obdrželi divokou kartu do hlavní soutěže:
- Dustin Brown
- Nick Kyrgios
- Mackenzie McDonald

Následující hráči postoupili z kvalifikace:
- Miomir Kecmanović
- Stefan Kozlov
- Denis Kudla
- Jošihito Nišioka

### Odhlášení
před zahájením turnaje
- Kevin Anderson → nahradil jej  Blaž Kavčič
- Jérémy Chardy → nahradil jej  Taró Daniel
- Čong Hjon → nahradil jej  Bjorn Fratangelo
- Lukáš Lacko → nahradil jej  Tim Smyczek
- Feliciano López → nahradil jej  Henri Laaksonen
- John Millman → nahradil jej  Ernesto Escobedo

## Mužská čtyřhra

### Nasazení
| Stát                                                                    | Hráč              | Stát      | Hráč             | ATP | Nasazení |
| ----------------------------------------------------------------------- | ----------------- | --------- | ---------------- | --- | -------- |
| USA                                                                     | Bob Bryan         | USA       | Mike Bryan       | 18. | 1.       |
| USA                                                                     | Ryan Harrison     | Japonsko  | Ben McLachlan    | 46. | 2.       |
| Chile                                                                   | Julio Peralta     | Argentina | Horacio Zeballos | 59. | 3.       |
| Mexiko                                                                  | Santiago González | USA       | Donald Young     | 86. | 4.       |
| Žebříček ATP k 2. dubnu 2018; číslo je součtem umístění obou členů páru |                   |           |                  |     |          |

### Jiné formy účasti
Následující páry obdržely divokou kartu do hlavní soutěže:
- Dustin Brown /  Frances Tiafoe
- Ivo Karlović /  Daniel Nestor

## Přehled finále

### Mužská dvouhra
- Steve Johnson vs.  Tennys Sandgren, 7–6(7–2), 2–6, 6–4

### Mužská čtyřhra
- Max Mirnyj /  Philipp Oswald vs.  Andre Begemann /  Antonio Šančić, 6–7(2–7), 6–4, [11–9]